# 10760 Ozeki
10760 Ozeki è un asteroide della fascia principale. Scoperto nel 1990, presenta un'orbita caratterizzata da un semiasse maggiore pari a 2,2053345 UA e da un'eccentricità di 0,1302256, inclinata di 4,73863° rispetto all'eclittica.